# Eddy Annys
Eddy Annys (Amberes, Bélgica, 15 de diciembre de 1958) es un atleta belga retirado especializado en la prueba de salto de altura, en la que consiguió ser medallista de bronce europeo en pista cubierta en 1986.

## Carrera deportiva
En el Campeonato Europeo de Atletismo en Pista Cubierta de 1986 ganó la medalla de bronce en el salto de altura, con un salto por encima de 2.28 metros, tras los alemanes Dietmar Mögenburg  (oro con 2.34 metros) y Carlo Thränhardt (plata con 2.31 metros).